# Lausanne LUCAF Owls
I Lausanne LUCAF Owls sono una squadra svizzera di football americano di Losanna militante nel campionato svizzero e in NSFL; fondati nel 1987 come Lausanne Sharks, nel 2008 sono diventati la squadra dell'Università di Losanna assumendo il nome di Lausanne LUCAF Owls.
Hanno vinto un NSFL Bowl.

## Dettaglio stagioni

### Tackle football

#### Tornei nazionali

##### Campionato

###### Lega Nazionale A/Campionato SAFV
| Stagione | regular season | regular season | regular season | regular season | regular season | regular season | playoff | playoff | playoff | playoff | playoff | playoff          | playoff        |
|          | Vin            | Par            | Per            | Tot            | PF             | PS             | Vin     | Per     | Tot     | PF      | PS      | risultato        | avversaria     |
| -------- | -------------- | -------------- | -------------- | -------------- | -------------- | -------------- | ------- | ------- | ------- | ------- | ------- | ---------------- | -------------- |
| 1992     | 0              | 0              | 6              | 6              | 7              | 175            | -       | -       | -       | -       | -       | -                | -              |
| 1994     | 2              | 0              | 6              | 8              | 76             | 266            | 0       | 1       | 1       | 0       | 52      | Playoff          | Bern Grizzlies |
| 1995     | 0              | 0              | 8              | 8              | 6              | 352            | -       | -       | -       | -       | -       | -                | -              |
| 2001     | 5              | 0              | 4              | 9              | 253            | 155            | 0       | 1       | 1       | 0       | 35      | Quarti di finale | Seaside Vipers |
| 2002     | 3              | 0              | 5              | 8              | 114            | 157            | -       | -       | -       | -       | -       | -                | -              |
| 2003     | 1              | 1              | 7              | 9              | 49             | 243            | -       | -       | -       | -       | -       | -                | -              |
| 2004     | 1              | 0              | 8              | 9              | 26             | 387            | -       | -       | -       | -       | -       | -                | -              |
| 2014     | 0              | 0              | 10             | 10             | 190            | 412            | 0       | 1       | 1       | 23      | 28      | Relegati         | Luzern Lions   |
| 2016     | 3              | 0              | 7              | 10             | 275            | 290            | -       | -       | -       | -       | -       | -                | -              |
| 2017     | 1              | 0              | 9              | 10             | 105            | 349            | 0       | 1       | 1       | 40      | 68      | Relegati         | Luzern Lions   |
| Totale   | 16             | 1              | 70             | 87             | 1111           | 2786           | 0       | 4       | 4       | 63      | 183     |                  |                |

Fonti: Enciclopedia del Football - A cura di Roberto Mezzetti; Sito storico SAFV

###### Lega Nazionale B/Lega B
| Stagione | regular season | regular season | regular season | regular season | regular season | regular season | playoff | playoff | playoff | playoff | playoff | playoff    | playoff             |
|          | Vin            | Par            | Per            | Tot            | PF             | PS             | Vin     | Per     | Tot     | PF      | PS      | risultato  | avversaria          |
| -------- | -------------- | -------------- | -------------- | -------------- | -------------- | -------------- | ------- | ------- | ------- | ------- | ------- | ---------- | ------------------- |
| 1996     | 5              | 0              | 3              | 8              | 195            | 134            | -       | -       | -       | -       | -       | -          | -                   |
| 1997     | 7              | 0              | 1              | 8              | 231            | 65             | 1       | 2       | 3       | 32      | 43      | Finale     | Zürich Renegades    |
| 1998     | 3              | 0              | 7              | 10             | 222            | 207            | -       | -       | -       | -       | -       | -          | -                   |
| 1999     | 4              | 0              | 4              | 8              | 155            | 169            | -       | -       | -       | -       | -       | -          | -                   |
| 2000     | 4              | 0              | 4              | 8              | 176            | 118            | 0       | 1       | 1       | 17      | 24      | Semifinale | Landquart Broncos   |
| 2005     | 2              | 0              | 6              | 8              | 100            | 272            | -       | -       | -       | -       | -       | -          | -                   |
| 2010     | 2              | 0              | 6              | 8              | 116            | 281            | -       | -       | -       | -       | -       | -          | -                   |
| 2011     | 5              | 0              | 5              | 10             | 155            | 226            | -       | -       | -       | -       | -       | -          | -                   |
| 2012     | 7              | 0              | 3              | 10             | 242            | 115            | 0       | 1       | 1       | 6       | 13      | Finale     | Basel Meanmachine   |
| 2013     | 6              | 0              | 2              | 8              | 183            | 74             | -       | -       | -       | -       | -       | -          | -                   |
| 2015     | 7              | 0              | 1              | 8              | 278            | 112            | 1       | 0       | 1       | 24      | 20      | Promossi   | Luzern Lions        |
| 2018     | 2              | 0              | 8              | 10             | 165            | 273            | -       | -       | -       | -       | -       | Relegati   | -                   |
| 2024     | 5              | 0              | 3              | 8              | 98             | 79             | 1       | 1       | 2       | 15      | 19      | Finale     | Langenthal Invaders |
| Totale   | 59             | 0              | 53             | 112            | 2316           | 2125           | 3       | 5       | 8       | 94      | 119     |            |                     |

Fonte: Sito storico SAFV

###### Lega C
| Stagione | regular season | regular season | regular season | regular season | regular season | regular season | playoff | playoff | playoff | playoff | playoff | playoff   | playoff             |
|          | Vin            | Par            | Per            | Tot            | PF             | PS             | Vin     | Per     | Tot     | PF      | PS      | risultato | avversaria          |
| -------- | -------------- | -------------- | -------------- | -------------- | -------------- | -------------- | ------- | ------- | ------- | ------- | ------- | --------- | ------------------- |
| 2019     | 5              | 0              | 0              | 5              | 183            | 20             | 2       | 1       | 1       | 104     | 50      | Finale    | Lugano Rebels       |
| 2021     | 5              | 0              | 0              | 5              | 172            | 53             | 2       | 0       | 2       | 53      | 21      | Campioni  | Schaffhausen Sharks |
| 2022     | 4              | 0              | 6              | 10             | 128            | 199            | -       | -       | -       | -       | -       | -         | -                   |
| 2023     | 7              | 0              | 1              | 8              | 205            | 36             | 2       | 0       | 2       | 67      | 25      | Campioni  | Geneva Whoppers     |
| Totale   | 21             | 0              | 7              | 28             | 688            | 308            | 6       | 1       | 7       | 224     | 96      |           |                     |

Fonte: Sito storico SAFV

##### Campionati giovanili

###### Under-19/Juniorenliga
| Stagione | regular season | regular season | regular season | regular season | regular season | regular season | playoff | playoff | playoff | playoff | playoff | playoff          | playoff          |
|          | Vin            | Par            | Per            | Tot            | PF             | PS             | Vin     | Per     | Tot     | PF      | PS      | risultato        | avversaria       |
| -------- | -------------- | -------------- | -------------- | -------------- | -------------- | -------------- | ------- | ------- | ------- | ------- | ------- | ---------------- | ---------------- |
| 1994     | 3              | 0              | 5              | 8              | 106            | 181            | -       | -       | -       | -       | -       | -                | -                |
| 1995     | 5              | 0              | 3              | 8              | 250            | 154            | 0       | 1       | 1       | 0       | 7       | Quarti di finale | Zürich Falcons   |
| 2001     | 2              | 0              | 7              | 9              | 96             | 189            | -       | -       | -       | -       | -       | -                | -                |
| 2002     | 5              | 1              | 3              | 9              | 168            | 112            | 0       | 1       | 1       | 0       | 28      | Quarti di finale | Zürich Renegades |
| 2003     | 3              | 0              | 6              | 9              | 173            | 198            | -       | -       | -       | -       | -       | -                | -                |
| 2004     | 6              | 0              | 3              | 9              | 278            | 57             | -       | -       | -       | -       | -       | -                | -                |
| 2005     | 0              | 1              | 5              | 6              | 8              | 218            | -       | -       | -       | -       | -       | -                | -                |
| 2011     | 8              | 0              | 1              | 9              | 231            | 47             | 0       | 1       | 1       | 0       | 28      | Semifinale       | Zürich Renegades |
| 2012     | 5              | 0              | 4              | 9              | 195            | 107            | -       | -       | -       | -       | -       | -                | -                |
| 2014     | 0              | 0              | 10             | 10             | 0              | 500            | -       | -       | -       | -       | -       | -                | -                |
| 2016     | 1              | 0              | 8              | 9              | 44             | 243            | -       | -       | -       | -       | -       | -                | -                |
| Totale   | 38             | 2              | 55             | 95             | 1549           | 2806           | 0       | 3       | 3       | 0       | 63      |                  |                  |

Fonte: Sito storico SAFV

###### Under-19 B
| Stagione | regular season | regular season | regular season | regular season | regular season | regular season | playoff | playoff | playoff | playoff | playoff | playoff    | playoff         |
|          | Vin            | Par            | Per            | Tot            | PF             | PS             | Vin     | Per     | Tot     | PF      | PS      | risultato  | avversaria      |
| -------- | -------------- | -------------- | -------------- | -------------- | -------------- | -------------- | ------- | ------- | ------- | ------- | ------- | ---------- | --------------- |
| 2013     | 3              | 0              | 5              | 8              | 106            | 176            | -       | -       | -       | -       | -       | -          | -               |
| 2015     | 3              | 0              | 5              | 8              | 113            | 170            | 0       | 1       | 1       | 15      | 19      | Semifinale | Geneva Seahawks |
| Totale   | 6              | 0              | 10             | 16             | 219            | 346            | 0       | 1       | 1       | 15      | 19      |            |                 |

Fonte: Sito storico SAFV

#### Tornei locali

##### NSFL

###### NSFL Tackle Élite
| Stagione | regular season | regular season | regular season | regular season | regular season | regular season | playoff | playoff | playoff | playoff | playoff | playoff      | playoff            |
|          | Vin            | Par            | Per            | Tot            | PF             | PS             | Vin     | Per     | Tot     | PF      | PS      | risultato    | avversaria         |
| -------- | -------------- | -------------- | -------------- | -------------- | -------------- | -------------- | ------- | ------- | ------- | ------- | ------- | ------------ | ------------------ |
| 2005     | 6              | 1              | 1              | 8              | 142            | 46             | 0       | 1       | 1       | 0       | 6       | NSFL Bowl    | Fribourg Cardinals |
| 2006     | 2              | 0              | 3              | 5              | 57             | 62             | 1       | 1       | 2       | 32      | 22      | Terzo posto  | Neuchâtel Knights  |
| 2007     | 6              | 1              | 0              | 7              | 206            | 26             | 2       | 0       | 2       | 37      | 7       | Campioni     | Fribourg Cardinals |
| 2008     | 4              | 0              | 2              | 6              | 111            | 39             | 1       | 1       | 2       | 37      | 8       | Terzo posto  | Monthey Rhinos     |
| 2009     | 7              | 1              | 0              | 8              | 266            | 46             | 1       | 1       | 2       | 34      | 21      | NSFL Bowl    | Riviera Saints     |
| 2010     | 5              | 0              | 1              | 6              | 141            | 56             | 1       | 1       | 2       | 41      | 10      | Terzo posto  | La Côte Centurions |
| 2011     | 6              | 0              | 2              | 8              | 207            | 78             | 1       | 1       | 2       | 30      | 26      | NSFL Bowl    | Geneva Seahawks    |
| 2012     | 7              | 0              | 2              | 9              | 200            | 76             | 0       | 2       | 2       | 31      | 63      | Quarto posto | La Côte Centurions |
| 2013     | 2              | 0              | 5              | 7              | 69             | 89             | -       | -       | -       | -       | -       | -            | -                  |
| 2014     | 4              | 1              | 2              | 7              | 137            | 122            | 1       | 1       | 2       | 22      | 33      | NSFL Bowl    | Geneva Seahawks    |
| 2015     | 4              | 1              | 3              | 8              | 249            | 131            | 1       | 1       | 2       | 24      | 36      | Terzo posto  | Monthey Rhinos     |
| 2016     | 4              | 0              | 1              | 5              | 137            | 46             | 2       | 0       | 2       | 67      | 8       | Campioni     | Morges Bandits     |
| Totale   | 57             | 5              | 22             | 84             | 1922           | 819            | 11      | 10      | 21      | 355     | 240     |              |                    |

Fonte: Sito storico SAFV

### Flag football

#### Tornei nazionali

##### Campionati giovanili

###### Under-16
| Stagione | regular season | regular season | regular season | regular season | regular season | regular season | playoff | playoff | playoff | playoff | playoff | playoff   | playoff    |
|          | Vin            | Par            | Per            | Tot            | PF             | PS             | Vin     | Per     | Tot     | PF      | PS      | risultato | avversaria |
| -------- | -------------- | -------------- | -------------- | -------------- | -------------- | -------------- | ------- | ------- | ------- | ------- | ------- | --------- | ---------- |
| 2005     | 1              | 0              | 7              | 8              | 97             | 305            | -       | -       | -       | -       | -       | -         | -          |
| Totale   | 1              | 0              | 7              | 8              | 97             | 305            | -       | -       | -       | -       | -       |           |            |

Fonte: Sito storico SAFV

###### Under-15
| Stagione | regular season | regular season | regular season | regular season | regular season | regular season | playoff | playoff | playoff | playoff | playoff | playoff   | playoff    |
|          | Vin            | Par            | Per            | Tot            | PF             | PS             | Vin     | Per     | Tot     | PF      | PS      | risultato | avversaria |
| -------- | -------------- | -------------- | -------------- | -------------- | -------------- | -------------- | ------- | ------- | ------- | ------- | ------- | --------- | ---------- |
| 2005     | 1              | 0              | 7              | 8              | 82             | 237            | -       | -       | -       | -       | -       | -         | -          |
| Totale   | 1              | 0              | 7              | 8              | 82             | 237            | -       | -       | -       | -       | -       |           |            |

Fonte: Sito storico SAFV

### Riepilogo fasi finali disputate
| Anno              | Luogo                 | Evento            | Fase del torneo       | Incontro                                  | Risultato     |
| 28 agosto 1994    |                       | Lega Nazionale A  | Quarti di finale      | Bern Grizzlies - Lausanne Sharks          | 52 - 0        |
| 6 luglio 1997     |                       | Lega Nazionale B  | Playoff promozione    | Lausanne Sharks - Zürich Renegades        | 0 - 16        |
| 3 settembre 2000  |                       | Lega Nazionale B  | Semifinale            | Landquart Broncos - Lausanne Sharks       | 24 - 17       |
| 2 settembre 2001  |                       | Campionato        | Wild Card             | Lausanne Sharks - Seaside Vipers          | 0 - 35        |
| 30 ottobre 2005   | Friburgo              | NSFL Tackle Élite | NSFL Bowl             | Fribourg Cardinals - Lausanne Sharks      | 6 - 0         |
| 4 novembre 2006   | Losanna               | NSFL Tackle Élite | Finale 3º - 4º posto  | Neuchâtel Knights - Lausanne Sharks       | 0 - 32        |
| 28 ottobre 2007   | Chavannes-près-Renens | NSFL Tackle Élite | NSFL Bowl             | Lausanne Sharks - Fribourg Cardinals      | 25 - 7        |
| 9 novembre 2008   | Chavannes-près-Renens | NSFL Tackle Élite | Finale 3º - 4º posto  | Lausanne Sharks - Monthey Rhinos          | 31 - 0        |
| 8 novembre 2009   | Chavannes-près-Renens | NSFL Tackle Élite | NSFL Bowl             | Riviera Saints - Lausanne LUCAF Owls      | 13 - 12       |
| 14 novembre 2010  | Chavannes-près-Renens | NSFL Tackle Élite | Finale 3º - 4º posto  | Lausanne LUCAF Owls - La Côte Centurions  | 34 - 0        |
| 13 novembre 2011  | Losanna               | NSFL Tackle Élite | NSFL Bowl             | Lausanne LUCAF Owls - Geneva Seahawks     | 8 - 12        |
| 30 giugno 2012    |                       | Lega B            | Finale                | Basel Meanmachine - Lausanne LUCAF Owls   | 13 - 6        |
| 11 novembre 2012  | Losanna               | NSFL Tackle Élite | Finale 3º - 4º posto  | Lausanne LUCAF Owls - La Côte Centurions  | 15 - 22       |
| 28 giugno 2014    | Lucerna               | Lega Nazionale A  | Spareggio relegazione | Luzern Lions - Lausanne LUCAF Owls        | 28 - 23       |
| 2 novembre 2014   | Ginevra               | NSFL Tackle Élite | NSFL Bowl             | Geneva Seahawks - Lausanne LUCAF Owls     | 20 - 0        |
| 4 luglio 2015     | Chavannes-près-Renens | Lega B            | Spareggio promozione  | Lausanne LUCAF Owls - Luzern Lions        | 24 - 20       |
| 8 novembre 2015   | Yverdon-les-Bains     | NSFL Tackle Élite | Finale 3º - 4º posto  | Lausanne LUCAF Owls - Monthey Rhinos      | 17 - 8        |
| 23 ottobre 2016   | Plan-les-Ouates       | NSFL Tackle Élite | NSFL Bowl             | Lausanne LUCAF Owls - Morges Bandits      | 40 - 0        |
| 1º luglio 2017    | Lucerna               | Lega Nazionale A  | Spareggio relegazione | Luzern Lions - Lausanne LUCAF Owls        | 68 - 40       |
| 27-28 luglio 2019 |                       | Lega C            | Finale                | Lausanne LUCAF Owls - Lugano Rebels       | 0 - 50 d.g.s. |
| 23 ottobre 2021   |                       | Lega C            | Finale                | Schaffhausen Sharks - Lausanne LUCAF Owls | 13 - 25       |
| 8 luglio 2023     |                       | Lega C            | Finale                | Lausanne LUCAF Owls - Geneva Whoppers     | 39 - 7        |
| 6 luglio 2024     | Langenthal            | Lega B            | Finale                | Langenthal Invaders - Lausanne LUCAF Owls | 16 - 9        |

## Palmarès
- 2 Lega B (1990, 2015)
- 2 Lega C (2021, 2023)
- 1 NSFL Bowl Tackle Élite (2007)
- 2 NSFL Bowl Tackle Junior (2008, 2016)